# Jaaso Jantunen
Jaaso Jantunen (* 31. Januar 2005 in Helsinki) ist ein finnischer Fußballtorhüter.

## Karriere

### Verein
Jantunen durchlief Juniorenstationen beim HJK Helsinki, wo er 2022 auch in den Kader der A-Mannschaft aufstieg. Im Sommer 2022 wechselte er zum SC Freiburg, wo er sowohl im Kader der U19 als auch im Kader der zweiten Mannschaft stand. In der Drittliga-Saison 2022/23 kam er hinter den Torhütern Noah Atubolu und Niklas Sauter jedoch nicht zum Einsatz. Im Sommer 2023 erhielt er vom SC einen Profivertrag. In der Saison 2023/24 debütierte er am zweiten Spieltag, einem 0:1 gegen Borussia Dortmund II, in der dritten Liga.

### Nationalmannschaft
Jantunen durchlief seit der U15 sämtliche Juniorenstationen in der finnischen Nationalmannschaft.

## Erfolge
- Finalist im DFB-Pokal der Junioren 2023/24